# Дом, где жил А. Е. Петусь
Дом, где жил А. Е. Петусь — памятник истории местного значения в Чернигове. Сейчас служит жилым усадебным домом.

## История
Решением исполкома Черниговского областного совета народных депутатов трудящихся от 01.02.1994 № 29 присвоен статус памятник истории местного значения с охранным № 3452 под названием Дом, где жил художник А. Е. Петусь (1884-1958 годы).
Приказом Департамента культуры и туризма, национальностей и религий Черниговской областной государственной администрации от 07.06.2019 № 223 для памятника истории используется название Дом, где жил и работал в 1880-е годы художник А. Е. Петусь (1884-1958 годы).
Здание имеет собственную «территорию памятника» (границы усадьбы), расположено в «комплексной охранной зоне памятников исторического центра города», согласно правилам застройки и использования территории. На здании установлена информационная доска.

## Описание
Дом построен в 19 веке на Успенской улице. Деревянный, одноэтажный на кирпичном фундаменте с входом с левой стороны, прямоугольный в плане дом, с четырёхскатной крышей. Фасад 5-оконный, окна украшены деревянными наличниками и резными сандриками, горизонтальная линия карниза также украшена резьбой. Фасад направлен к улице Успенского. 
В доме в 1880-е годы жил художник Андрей Ефимович Петусь. Был главой президиума Черниговского филиала Ассоциации художников Красной Украины. 
Сейчас служит жилым усадебным домом.